# 최공웅
최공웅(崔公雄, 1940년 1월 4일 ~)은 대전고등법원장과 경찰위원회 위원장 등을 역임한 법조인이다.

## 생애
1940년 1월 4일 서울에서 태어난 최공웅은 1958년 경동고등학교 졸업, 1962년 서울대학교 법학과를 학사 학위하면서 제14회 고등고시 사법과에 수석합격했다. 1963년부터 1966년까지 공군 법무관으로 군 복무를 하면서 서울대학교 사법대학원에서 법학석사 학위를 취득했다. 
1966년에 서울민사지방법원 판사에 임용되어 1969년까지 재직하다가 서울형사지방법원으로 전보되어 1971년까지 재직하였다. 1971년에 다시 서울민사지방법원으로 돌아와서 1975년까지 근무하다가 1975년과 1976년에 춘천지방법원에서 합의부 재판장을 하였다. 1977년부터 1980년까지 서울고등법원에서 판사를 하면서 대법원 재판연구관을 거치는 동안 1974년 일리노이 주립대학교에서 비교법으로 석사 학위를 취득하고 1978년에 Hague Academy of International Law에서 국제국제사법 과정을 연수했다. 특히 헤이그 국제법 아카데미에서 국제사법 연수를 받고 저서 <국제 소송>은 국제사법 분야에서 바이블로 통한다.
1980년에 대구지방법원 부장판사, 1981년에 서울민사지방법원 부장판사를 하다가 1982년에 사법연수원 교수를 하였으며 1983년에 대구고등법원 부장판사에 임명되어 민사부와 형사부를 번갈아 가며 재판장을 하다가 1985년에는 서울고등법원으로 전보되어 민사, 형사, 특별부 재판장을 하였다.
1991년에 법원장으로 승진하여 1994년까지 청주지방법원, 전주지방법원, 서울가정법원에서 지방법원장을 하였으며 1994년에 고등법원장으로 승진하여 1996년까지 대구고등법원에서 법원장을 하다가 1996년에 대전고등법원, 1998년에 특허법원으로 전보되어 초대 법원장으로 재직하였으며 19993년 3월에 법관 생활을 마치면서 법무법인 우방 변호사가 되어 변호사를 하다가 법무법인 화우 대표 변호사, 고문 변호사를 하였으며 2003년에는 경동고등학교 재경 총동창회 회장을 맡았다.
서울형사지방법원 항소3부 재판부 판사로 재직하던 1971년 7월 27일 밤에 같은 재판부 구성원인 이범렬 부장판사와 동부서기 이남영과 함께 "1심에서 징역3년 자격정지3년이 선고된 제주 김녕중학교 교장 이방택의 국가보안법, 반공법위반 피고사건의 항소심 증인 심문을 위해 제주도에 갈 때 피고인의 하경철 변호사로부터 왕복 항공료 3만3천원과 향응 비용 등 9만7천원을 받았다"는 이유로  법조 사상 최초로 현직 판사로서 뇌물수수 혐의로 구속영장이 신청되었다. 이후 해당 피고인의 재판은 원심이 파기되어 징역1년6월 자격정지1년6월이 선고되었다. 관행으로 이루어진 변호사의 경비 부담에 대해 구속영장을 청구한 사건은 1차 사법파동으로 이어졌다.

## 경력
- 1966년 - 1981년: 서울민사지방법원, 형사지방법원, 서울고등법원 판사, 대법원재판연구관
- 1977년 ~ 1999년: 사법연수원, 서울대학교법학연구소 사법발전과정, 연세대학교법무대학원, 경희대학교국제대학원 강사 (국제사법, 국제소송, 특허소송)
- 1981년 ~ 1983년: 서울민사지법 부장판사, 사법연수원 교수
- 1983년 ~ 1985년: 대구고등법원 부장판사 (민사, 형사부 재판장)
- 1985년 ~ 1991년: 서울고등법원 부장판사 (민사, 형사, 특별부재판장)
- 1991년 ~ 1994년: 청주지방법원, 전주지방법원, 서울가정법원 각 법원장
- 1994년 ~ 1996년: 대구고등법원장
- 1994년 ~ 1999년: 한국국제거래법학회 회장
- 1996년 ~ 1998년: 대전고등법원장
- 1998년 ~ 1999년: 특허법원장 (초대)
- 1999년 ~ 2003법: 무법인 우방 변호사
- 2000년 ~ 2003년: 경찰위원회 위원장, 금융감독원 제재심의위원, 한국일보 총선보도자문위원회 위원장, 법무부 섭외사법개정 분과의원, 이화여대 겸임교수 (지적재산권,국제사법 담당), 일본 오사카대학 비상근강사 (아시아법 담당)
- 2000년 ~ 2007년: 한국국제사법학회 회장, 대한상사중재원 이사·중재인, 엠네스티 법률가위원회 부위원장, 한국가족보건복지협회 이사, 무역중재인포럼 대표, 아시아변리사회(APPA) 한국협회 고문, 대한변리사회 회장단 자문위원, 인터넷주소 분쟁위원회 고문
- 2005년 ~ 2008년: 한국산업재산권법학회 회장, 일본 데쯔까야마대학 외부평가 위원, 남북상사중재위원회 위원
- 2007년 ~ 현재: 대한상사중재원 중재 CEO아카데미 원장, 중앙대학교 법과대학 초빙교수 (국제사법,지적재산권), 한국중재학회 고문,한국국제사법학회 명예회장, 국산업재산권법학회 명예회장, 대한중재인협회 고문
- 2009년 ~ 현재: 대한변협 백서간행특별위원회 위원
- 2009년 ~ 현재: 차세대콘덴츠 재산학회 회장
- 2011년 ~ 현재: 국제중재위원회 위원
- 2003년 ~ 현재: 법무법인(유) 화우 고문 변호사[6]

## 주요 판결
- 서울형사지방법원 합의18부에서 배석판사로 재직하던 1969년 11월 3일에 유럽 간첩단 사건으로 법학 박사인 박노수(37세) 피고인과 전 국회의원 김규남(40세), 사진업을 하는 임문준(30세)에게 국가보안법, 반공법, 형법 간첩죄를 적용해 사형을 선고하면서 사형이 구형된 여관업을 하는 김희병(48세)에게 무기징역, 박노수의 처인 전명희(28세) 등 14명에게 징역7년~징역1년과 같은 형량의 자격정지를 병과하면서 선고했다.[7]
- 서울고등법원 재판장으로 재직할 때 법정 모욕으로 기소된 강신옥 피고인에 대해 자유로운 변론의 권리를 인정하며 무죄를 선고했다.[8]
- 대구지방법원 형사3부 재판장으로 재직하던 1980년 6월 11일에 가짜 중등교사 자격증을 갖고 교직 생활을 했던 10명의 피고인들에게 뇌물공여, 공문서 위조와 동행사죄로 각각 징역1년6월 집행유예3년을 선고했다.[9]
- 대구지방법원 민사합의4부 재판장으로 재직하던 1981년 1월 29일에 영남대학교를 상대로 불합격처분 취소 청구소송에서 "소아마비 후유증으로 한쪽 다리가 1.5cm 짧다는 이유만으로 커트라인보다 24점이나 더 받은 학생을 불합격한 것은 공정성과 합리성에 어긋난다"며 "1980년도 약학 대학 신입생 선발 불합격 처분은 무효"라고 판결했다.[10]
- 대구고등법원 제1형사부 재판장으로 재직하던 1985년 5월 18일에 내연의 남편을 살해하여 1심에서 징역12년이 선고된 신압찻집 여주인에 대해 "범인으로 인정할 직접적인 증거가 없고 공소사실을 인정할 정황 증거도 없다"는 이유로 원심을 깨고 무죄를 선고했다.[11]
- 서울고등법원 형사1부 재판장으로 재직하던 1988년 2월 5일에 1971년 4월 제7대 대통령 선거에서 후보 유세 중에 "박정희 대통령이 영구 집권을 위해 총통제를 기도하고 있다"는 등의 허위사실을 유포하여 1971년 7월 26일에 기소된 사건에 대해 "재판 시효가 지났다"는 이유로 면소 판결했다.[12] 3월 4일에 긴급조치 1호, 4호 위반, 법정모욕 등으로 1,2심 군법회의에서 징역10년 자격정지10년이 선고됐다가 대법원 상고심에서 이미 폐지된 긴급조치 면소에 대한 판단은 유보한 채 파기환송된 강신옥에게 "자유 민주주의 체제에서 형사 피고인에 대한 자유로운 방어권 행사없이 형식적인 변론만 인정한다면 사법권읜 근본적으로 파괴되고 말 것"이며 "공개재판에서 변론은 재판 방해를 하려는 폭력이 없는 한 처벌할 수 없다"며 무죄를 선고했다.[13] 5월 27일에 내란 예비죄 피고인인 박형규 목사에게 "10여명의 선동만으로 국가 전복을 우려한다는 것은 전혀 합리성이 없다"며 징역2년을 선고한 원심을 깨고 무죄를 선고했다.[14] 5월 31일에 1974년 세검정 동굴에서 북한방송을 듣고 민청학련 사건 관련자에 대해 "똑똑한 학생이 왜 나쁜 짓을 하겠느냐"고 말했다는 이유로 긴급조치위반으로 구속돼 1심에서 징역10년 자격정지10년을 선고받은 박규신 피고인에게 대법원에서 파기된지 13년만에 반공법위반 무죄, 긴급조치 위반은 면소 판결했다.[15]